# Bagrus caeruleus
Bagrus caeruleus es una especie de pez de la familia Bagridae en el orden de los Siluriformes.

## Morfología
• Los machos pueden llegar alcanzar los 21 cm de longitud total.

## Distribución geográfica
Se encuentran en África: cerca de Kinshasa.